# Heinkel HeS 8

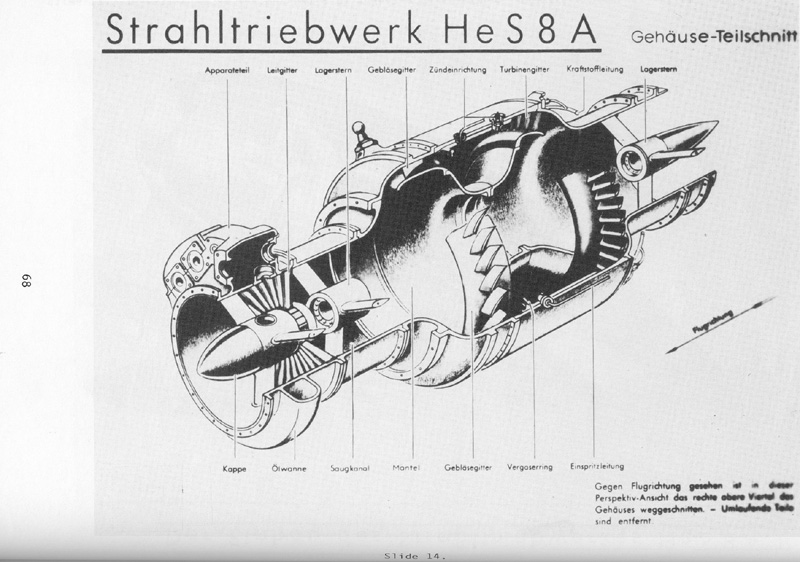
Heinkel HeS 8

El Heinkel HeS 8 fue uno de los primeros motores turborreactor, desarrollado en Alemania durante el III Reich, creado originalmente para impulsar el caza bimotor Heinkel He 280.

## Descripción
El HeS 8 (el prefijo es una abreviación de "Heinkel Strahltriebwerk", "motor a chorro Heinkel" en español) fue un turborreactor, inicialmente diseñado por Hans von Ohain mientras trabajaba en Heinkel. Fue el primer reactor financiado por el RLM, con el nombre oficial 109-001. Fue creado para motorizar al caza bimotor Heinkel He 280, sin embargo Heinkel y von Ohain prefirieron el Heinkel HeS 3 .

## Historia
Tras un prolongado tiempo de planificación estuvo listo para la producción al mismo tiempo que el Junkers Jumo 004 y el BMW 003. En 1942 se terminaron los trabajos en los HeS 8 y HeS 30, por lo que Heinkel ordenó trasladar la producción al más grande Heinkel HeS 011. El He 280 fue dejado sin motores y finalmente abandonado.

### Von Ohain deja de creer
Por ese mismo tiempo el programa Heinkel HeS 3 se derrumbaba (en 1939), era cada vez más claro que von Ohain no era muy partidario del compresor centrífugo para reactores. Se había "vendido" al compresor axial hacía tiempo en los albores de 1938, después de una reunión con D. Encke de AVA, pero continuaron con el HeS 3 de diseño centrífugo porque era más fácil de manejar. Creían que seguirían con el diseño de compresor axial después del HeS 3, pero parece que el RLM estaba interesado en mantener sus trabajos en compresores centrífugos como respaldo en caso de que los modelos axiales presentaran problemas.

### Problemas
El principal problema con el compresor centrífugo era la gran área de sección trasversal. Von Ohain había buscado soluciones para este problema tan temprano como en el diseño del Heinkel HeS 1, que se estaba terminando en 1937. Su primer intento fue separar compresor y turbina —las cuales estaban espalda con espalda en el HeS 1— y colocar la cámara de combustión entre ellas. Varios problemas en este diseño original del HeS 3 forzaron a abandonarlo en pos del HeS 3b, pero von Ohain sentía aún que era la mejor solución, y regresó a ella para el HeS 8. El resultado fue un motor jet que era ligeramente más ancho que el disco del compresor, mientras que los modelos iniciales tenían conductos por fuera del compresor lo que los hacía aún más grandes.

### Fatiga de material
Otros problemas con el motor original fueron derivados de que el compresor era muy sensible a las turbulencias en el flujo de aire entrante. Para solucionar esto, el HeS 8 agregó un impulsor de baja presión en la toma de aire, delante del compresor principal. Este no agregaba mucho a la compresión, pero al aumentar la presión en la cara del compresor se estabilizaba el flujo de aire. El impulsor de baja presión tenía 14 álabes y el compresor 19 álabes y estaban fabricados de aluminio mecanizado. La turbina de 14 álabes estaba hecha de acero, y no era refrigerada, lo que sugiere que el recalentamiento de la turbina debe haber sido frecuente. Los múltiples componentes estaban conectados a un eje principal hueco, soportado por tres rodamientos de bolas. La cámara de combustión consistía en dos difusores que reducían la velocidad del flujo de aire desde el compresor, e inyectaban combustible por medio de 128 boquillas distribuidas en dos grupos a diferentes "profundidades". Varios accesorios, incluido el arranque, estaban agrupados alrededor de la toma de aire y no aumentaban el diámetro total.

### Evolución lenta
El trabajo progresó lentamente, y para el tiempo en el que el primer prototipo del He 280 estaba listo en septiembre de 1940, el motor no se encontraba listo para volar. El prototipo empezó pruebas de planeo mientras continuaba el trabajo en los motores y células del avión adicionales. Los motores fueron considerados listos para las pruebas a comienzos de 1941, sin embargo tenían 500 kg de empuje en vez de los 700 kg planeados. Los motores fueron colocados en el avión y el He 280 hizo su primer vuelo el 2 de abril de 1941, sin embargo las tapas de las góndolas no se cerraron para comprobar si los motores perdían combustible. Tres días después el avión fue presentado en una fiesta ante oficiales del RLM, los cuales quedaron impresionados dando pleno apoyo al programa de Heinkel.

### Se estanca el desarrollo
El desarrollo de motor decayó en este punto, y a principios de 1942 el empuje había aumentado solo a 550 kg. Se intentó de mejorar el diseño agregando un compresor axial de una etapa detrás del compresor centrífugo en el V15 (prototipo N° 15), y con el V16 se comenzó a probar un conducto de aire de nueva forma. Aparentemente 30 motores se terminaron en total, y los últimos con varias mejoras daban un empuje de 600 kg. Pero en este punto varios diseños axiales, incluido el Heinkel HeS 30, estaban progresando espectacularmente. Helmut Schelp, a cargo del desarrollo jet en el RLM, decidió que el 003 y el 004 eran "suficientemente buenos", y canceló todos los trabajos de Heinkel. En su lugar, les pidió que pasaran a un diseño "Clase II", que evolucionaría en el Heinkel HeS 011.

### Últimas variaciones
Muchas modificaciones al modelo HeS 8 fueron exploradas en la vida útil del diseño.

#### HeS 9
El HeS 9 apareció al agregar una segunda etapa al compresor axial, además de reemplazar el compresor centrífugo entero con un "compresor diagonal" que Schelp prefería. Poco se sabe de este diseño salvo que el RLM ordenó 10 unidades y ninguno de fue construido. Al parecer fue usado para desarrollar el HeS 011

#### HeS 010
Se hizo colocando un motor HeS 8 dentro de una góndola grande, aumentando el tamaño del impulsor para que sea más grande que el motor. El HeS 10 aparece como el primer modelo de lo que hoy llamamos turbofán. Para extraer más potencia del escape, fue añadida una turbina axial de una etapa detrás de la turbina radial existente. La única diferencia real entre el HeS 10 y un turbofán moderno es que el ventilador no estaba impulsado por un eje independiente del eje principal; sin embargo al tener una turbina axial separada, no hubiera sido difícil de implementar.

#### HeS 011
Artículo principal : HeS 011

## Especificaciones
Para el V16:
Dimensiones: 1,6 m de longitud , 0,775 m de diámetro
Peso: 380 kg
Empuje: planeado 700 kg a 13,500 RPM, real 600 kg
Relación de compresión: 2,7:1